# Elodia Porras
Elodia Porras (Barranquilla, 6 de septiembre de 1972), también conocida como Diosa Paz, es una actriz, modelo y presentadora de televisión colombiana.

## Carrera
Porras inició en el mundo del modelaje en su adolescencia. Se trasladó a la ciudad de Bogotá y allí empezó a realizar campañas publicitarias con marcas como Mauricio Sabogal y Yoko Jeans y con diseñadoras como Amelia Toro y Sandra Cabrales. Tras realizar algunas presentaciones teatrales, en 1995 tuvo su gran oportunidad de figurar en la pantalla chica colombiana realizando un pequeño papel en la miniserie de Bernardo Romero Pereiro Leche. Un año después apareció en las telenovelas La sombra del deseo y Las ejecutivas, pero se alejó momentáneamente de la escena por su embarazo.
A comienzos de la década de 2000 se vinculó profesionalmente con el canal bogotano City TV, donde ejerció como presentadora en varios espacios del canal. En 2003 presentó el documental Bogotá Real junto a Paola Charri, en el que se escogió a la Señorita Bogotá que representaría a la capital en el Concurso Nacional de Belleza. Un año después participó en el programa de telerrealidad La granja Tolima, producido por Caracol Televisión. Tras una notable ausencia en los medios, regresó para posar para la revista SoHo, para interpretar el papel de Samira en la serie de televisión Kdabra en 2012 y para presentar la primera temporada del programa de telerrealidad de Fox Telecolombia Cocineros al límite, siendo reemplazada por Johana Moreno en su segunda temporada.
En 2017, Porras publicó el libro de superación Mente sin moral mediante la plataforma Amazon.

## Plano personal
Porras ha sido una personalidad polémica a lo largo de su carrera. En 2018 reveló que tuvo una relación de corta duración con el reconocido actor Rafael Cardoso, y que fruto de esta unión nació su hija Antonella.

## Filmografía
| Año  | Título                          | Rol          |
| ---- | ------------------------------- | ------------ |
| 1995 | Leche                           | Actriz       |
| 1996 | La sombra del deseo             | Actriz       |
| 1996 | Las ejecutivas                  | Actriz       |
| 2000 | Bravísimo                       | Presentadora |
| 2003 | Bogotá Real                     | Presentadora |
| 2004 | La granja Tolima                | Concursante  |
| 2010 | Cocineros al límite             | Presentadora |
| 2012 | Kdabra                          | Actriz       |
| 2024 | La casa de los famosos Colombia | Aspirante    |